# Myrsine oliveri
Myrsine oliveri là một loài thực vật thuộc họ Myrsinaceae. Đây là loài đặc hữu của New Zealand.